# 張寧 (萬曆進士)
張寧（1565年—？年），號載宇，河南開封府襄城縣人，明朝政治人物。

## 生平
萬曆十三年（1585年）乙酉科河南鄉試舉人。萬曆二十年（1592年）壬辰科第三甲第二百十七名進士。吏部觀政，二十一年授官江都縣知縣。二十七年升南刑部主事，二十八年升郎中，三十二年升鳳陽府知府，三十六年仕至四川提刑按察司副使。三十八年考察降用。家居二十年卒。

## 家族
曾祖張俊，祖張輔，父張均劬，寿官。子张永祺，天啓舉人。